# Prêmios Annie
O Prêmios Annie (no original em inglês, Annie Awards) é um prêmio que comemora obras de animação divulgado, criado e produzido pela divisão de Los Angeles da International Animated Film Association, ASIFA-Hollywood (Associação Internacional de Filmes de Animação) desde 1972. O prêmio foi originalmente criado para comemorar animação nas áreas de produção, direção, animação, desenho, roteiro, dublagem, som e efeitos sonoros. Em 1972 começaram a serem premiadas animações no seu conjunto, criadando-se a categoria de Melhor Filme de Animação. Novas categorias foram acrescentadas posteriormente para diferentes mídias de animação.

## Categorias

### Produção
- Melhor Longa-metragem de Animação
- Melhor Entretenimento Doméstico de Animação
- Melhor Curta-metragem de Animação
- Melhor Comercial para Televisão de Animação
- Melhor Animação para Televisão
- Melhor Videogame de Animação

### Prêmios individuais
- Efeitos de Animação
- Animação de Personagem em Longa-metragem
- Animação de Personagem em Produção para Televisão
- Desenho de Personagem em uma Produção de Longa-metragem
- Desenho de Personagem em uma Produção para Televisão
- Direção em uma Produção de Longa-metragem
- Direção em uma Produção para Televisão
- Música em uma Produção de Longa-metragem
- Música em uma Produção para Televisão
- Design de Produção em uma Produção de Longa-metragem
- Design de Produção em uma Produção para Televisão
- Storyboarding em uma Produção de Longa-metragem
- Storyboarding em uma Produção para Televisão
- Dublagem em uma Produção de Longa-metragem
- Dublagem em uma Produção para Televisão
- Roteiro em uma Produção de Longa-metragem
- Roteiro em uma Produção para Televisão